# Эддисон-роуд (станция метро)
Эддисон-роуд (англ. Addison Road) — наземная пересадочная станция Вашингтонгского метро на Синей и Серебряной линиях. В часы пик также обслуживается Оранжевой линией. Она представлена одной островной платформой. В период 1980-2000 года станция носила нынешнее название, 2000-2011 года — Эддисон-роуд — Сит-Плезант. Станция обслуживается Washington Metropolitan Area Transit Authority. Расположена в Уокер-Милл неподалёку от Сит-Плезант на пересечении Эддисон-роуд и Сентрал-авеню.
Станция была открыта 22 ноября 1980 года.
Открытие станции было совмещено с завершением строительства ж/д линии длиной 5,66 км и открытием ещё двух станций: Беннинг-роуд и Кэпитал-Хайтс. Открытие Серебряной линии запланировано на 2013 год.